# Polyblastia inumbrata
Polyblastia inumbrata är en lavart som först beskrevs av William Nylander och fick sitt nu gällande namn av Johann Franz Xaver Arnold. 
Polyblastia inumbrata ingår i släktet Polyblastia och familjen Verrucariaceae.   Inga underarter finns listade i Catalogue of Life.